# Škoda-Fiat Torino
De Škoda-Fiat Torino was een Tsjechoslowaakse pantserwagen, waarvan de ontwikkeling begon in 1919. In totaal weren twaalf stuks geproduceerd en deze zijn alle gesloopt, waarvan de laatste vier in 1929.

## Geschiedenis
In 1919 ontving Škoda een order van het MNO voor een mobiele en goed bewapende pantserwagen. Škoda leverde een ontwerp op basis van een Fiat 18BL onderstel, omdat het ontwerpen van een compleet nieuw onderstel te veel tijd in beslag zou nemen. Na proeven en demonstraties werd het prototype in januari 1920 in dienst genomen en elf meer werden direct besteld. Deze werden tot de herfst van 1920 geleverd. De voertuigen kregen de registratienummers drie tot veertien op de romp geschilderd. Later werd dit gewijzigd naar NVII 753 tot 764.
Toen de voertuigen vanaf 1920 in gebruik werden genomen ontstonden er al snel problemen vanwege constructiefouten. Hierom werden acht voertuigen gesloopt in 1925, terwijl ze voor een relatief korte periode van vijf  jaar in gebruik waren geweest. De overgebleven vier voertuigen bleven in dienst tot 1929 en zijn in datzelfde jaar gesloopt. De voertuigen werden gebruikt voor training van bemanningsleden en waren verspreid door Tsjechoslowakije, maar later werden alle voertuigen geconcentreerd in Milovice. De Torino pantserwagens werden opgevolgd door de Škoda PA-I.

## Ontwerp
De pantserwagen was gebaseerd op het onderstel van de Italiaanse Fiat 18BL truck. Van deze truck waren reeds meerdere een jaar eerder door het Tsjechoslowaakse leger in gebruik genomen en er waren genoeg reserveonderdelen beschikbaar. Het onderstel had een 4x2 aandrijving met dubbele achterwielen. De wielen waren vervaardigd van solide rubber, dit voorkwam lekke banden, en waren geschorst aan bladvering op beide assen. Enkel het voorste wiel was beschermd, de achterwielen hadden enkel ijzeren spaken, maar werden wel grotendeels overlapt door de bepantserde zijde.
De romp bestond uit een stalen frame welke was beplaat met pantserplaten van vijf tot zes millimeter dik. Deze platen waren bevestigd met klinknagels. De indeling van het voertuig was standaard, met de motor in de voorzijde en het gevechtscompartiment in de achterzijde. Het dak bood genoeg oppervlak voor de plaatsing van twee kleine en ronde torens die diagonaal tegen elkaar stonden en elk bewapend waren met een Maxim 08 7,92 mm machinegeweer. Deze plaatsing van torens is ook terug te zien bij de Russische Austin-Putilov pantserwagen. De munitiehoeveelheid bestond uit 9000 kogels en secundair waren er 150 handgranaten beschikbaar. De Fiat CA 64 wategekoelde 4-cilinder motor had een vonkontsteking, had een volume van 5645 kubieke centimeter en een vermogen van 27,9 kW (38 pk) bij 1300 tpm.